# Amphicnemis billitonis
Amphicnemis billitonis – gatunek ważki z rodziny łątkowatych (Coenagrionidae). Występuje endemicznie w Indonezji; stwierdzono go jedynie na wyspie Belitung oraz pobliskiej wysepce Pulau Aur.